# Rauwkost

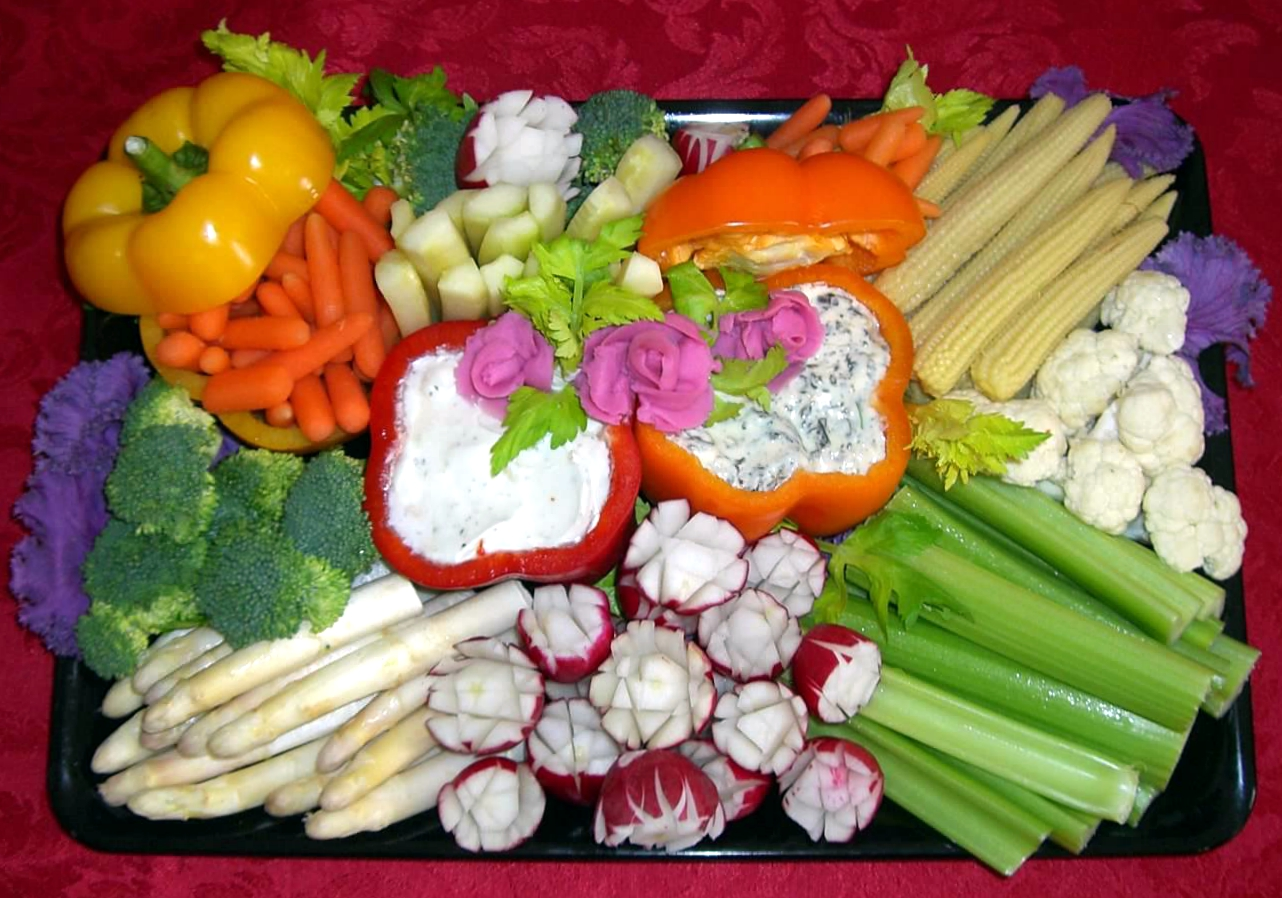
Een rauwkostschotel

Rauwkost is een gerecht van hoofdzakelijk rauwe groenten. Rauwkost wordt meestal gegeten als salade met de groenten fijngesneden, vaak naar smaak aangemaakt met bijvoorbeeld wat azijn en slaolie en peper en zout. Het kan dienstdoen als belangrijk onderdeel van de hoofdmaaltijd of als garnering, of worden gebruikt op belegde broodjes. In staafjes gesneden kan het ook zo, met een dipsaus of zonder verdere toevoegingen, gegeten worden.
Groenten die in rauwkost verwerkt kunnen worden zijn onder meer:
- andijvie
- bleekselderij
- bloemkool
- champignons
- courgette
- komkommer
- koolrabi
- paprika
- radijs
- rode biet (gekookt en daarna afgekoeld)
- rodekool
- rucola
- sla
- spinazie
- tomaat
- ui
- witlof
- wittekool
- wortel